# Ulica Juliusza Ligonia w Katowicach

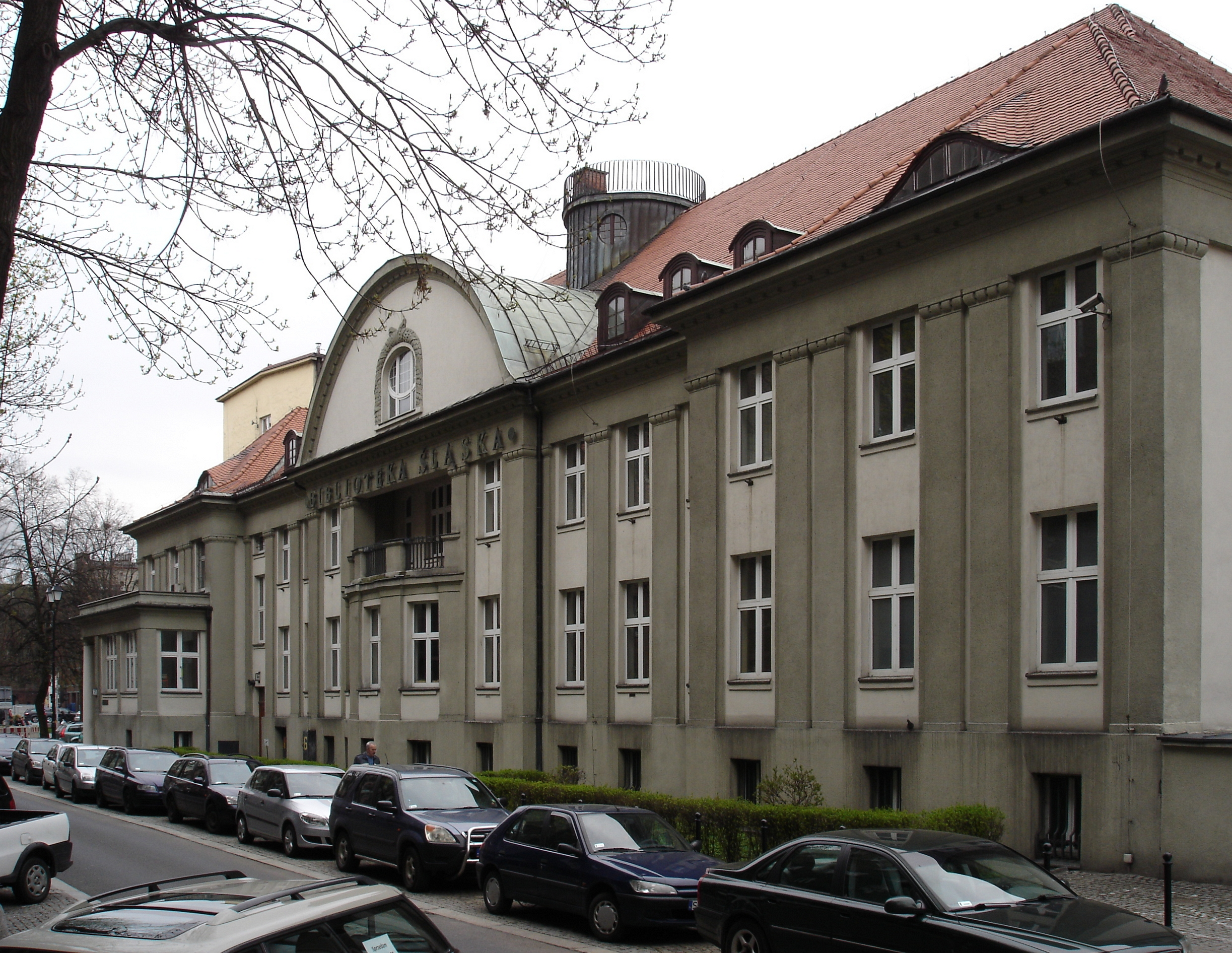
Budynek przy ul. Juliusza Ligonia 5-7

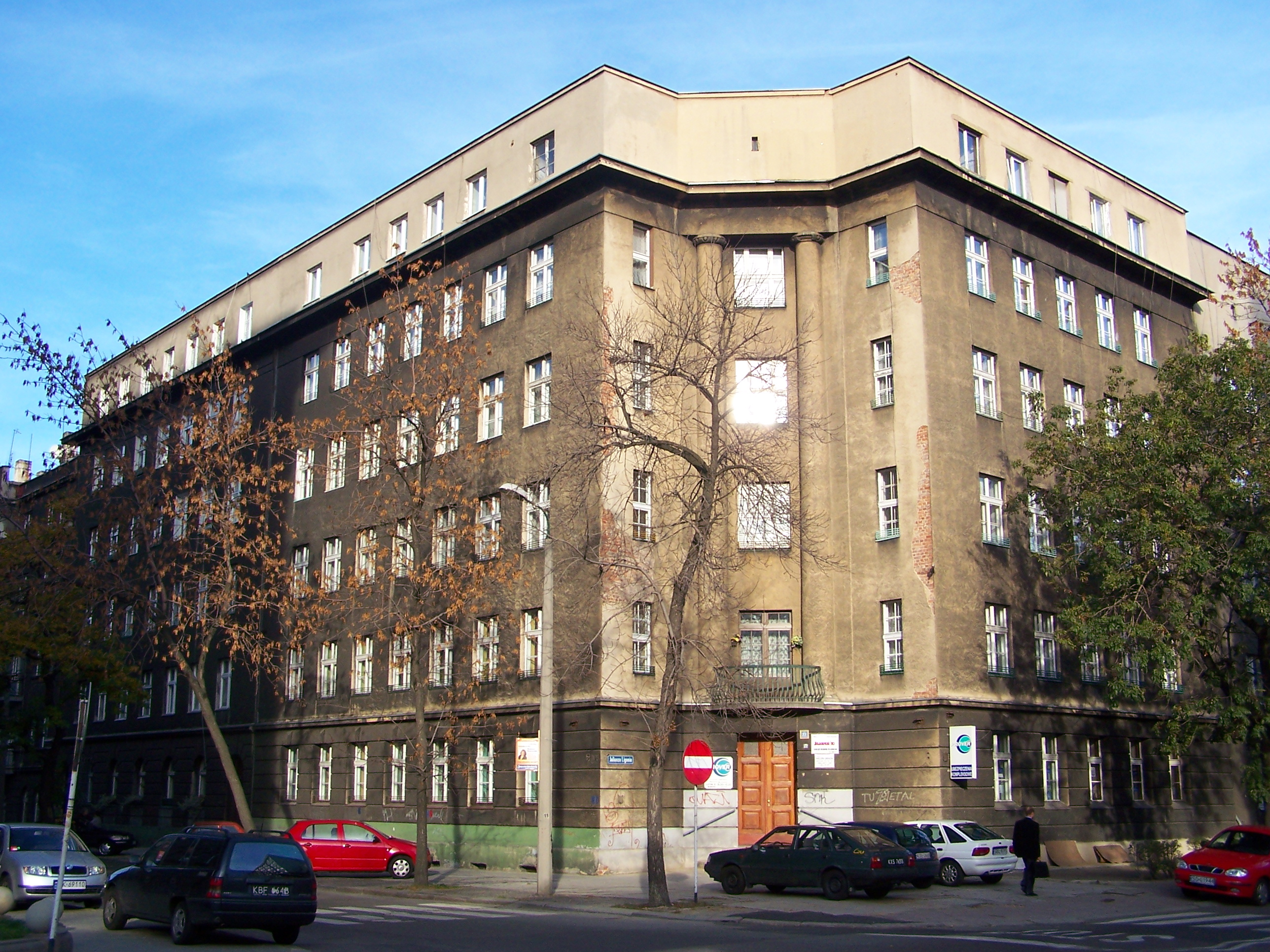
Budynek przy ul. Juliusza Ligonia 22

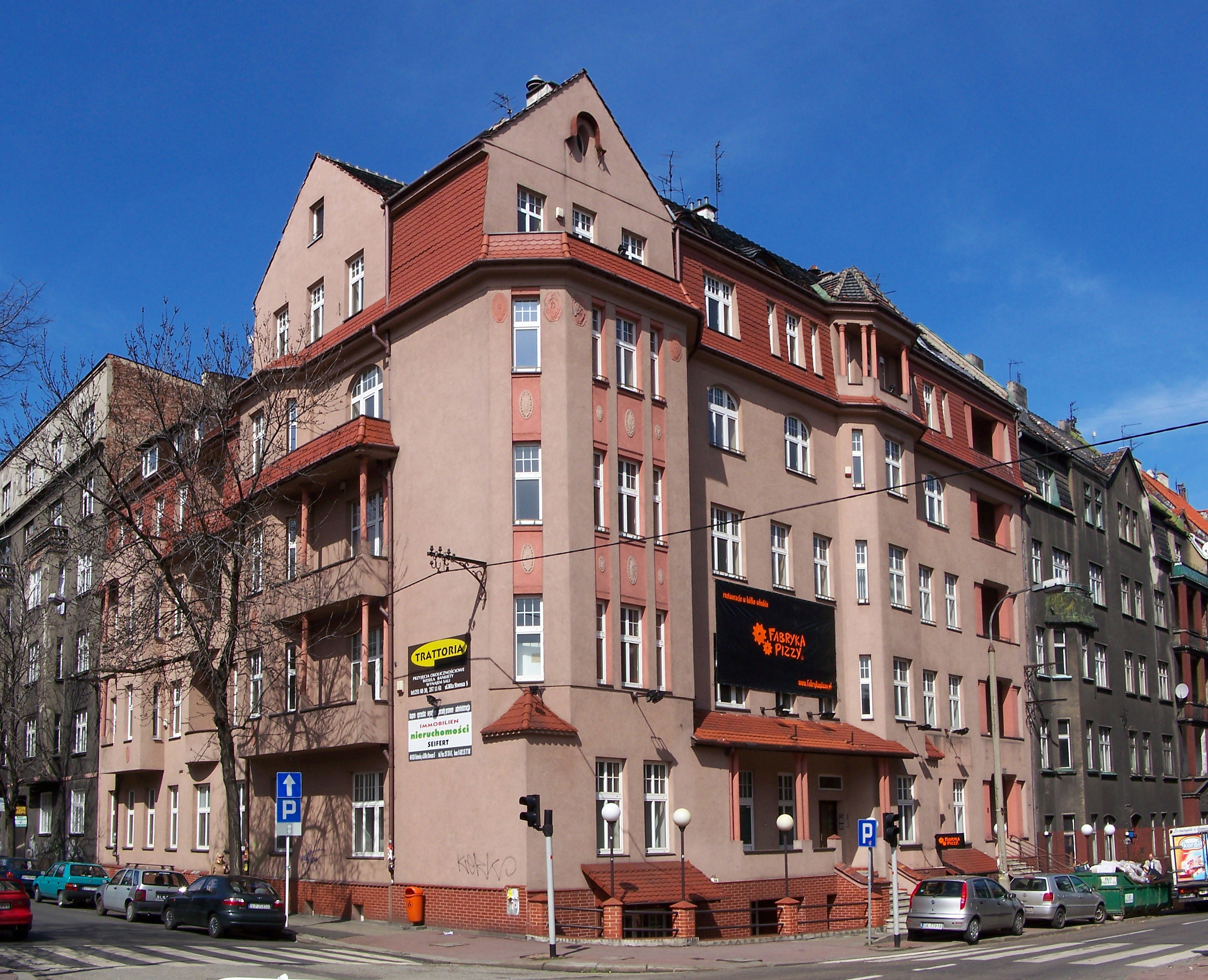
Budynek na rogu ul. Wita Stwosza 5 i ul. J. Ligonia

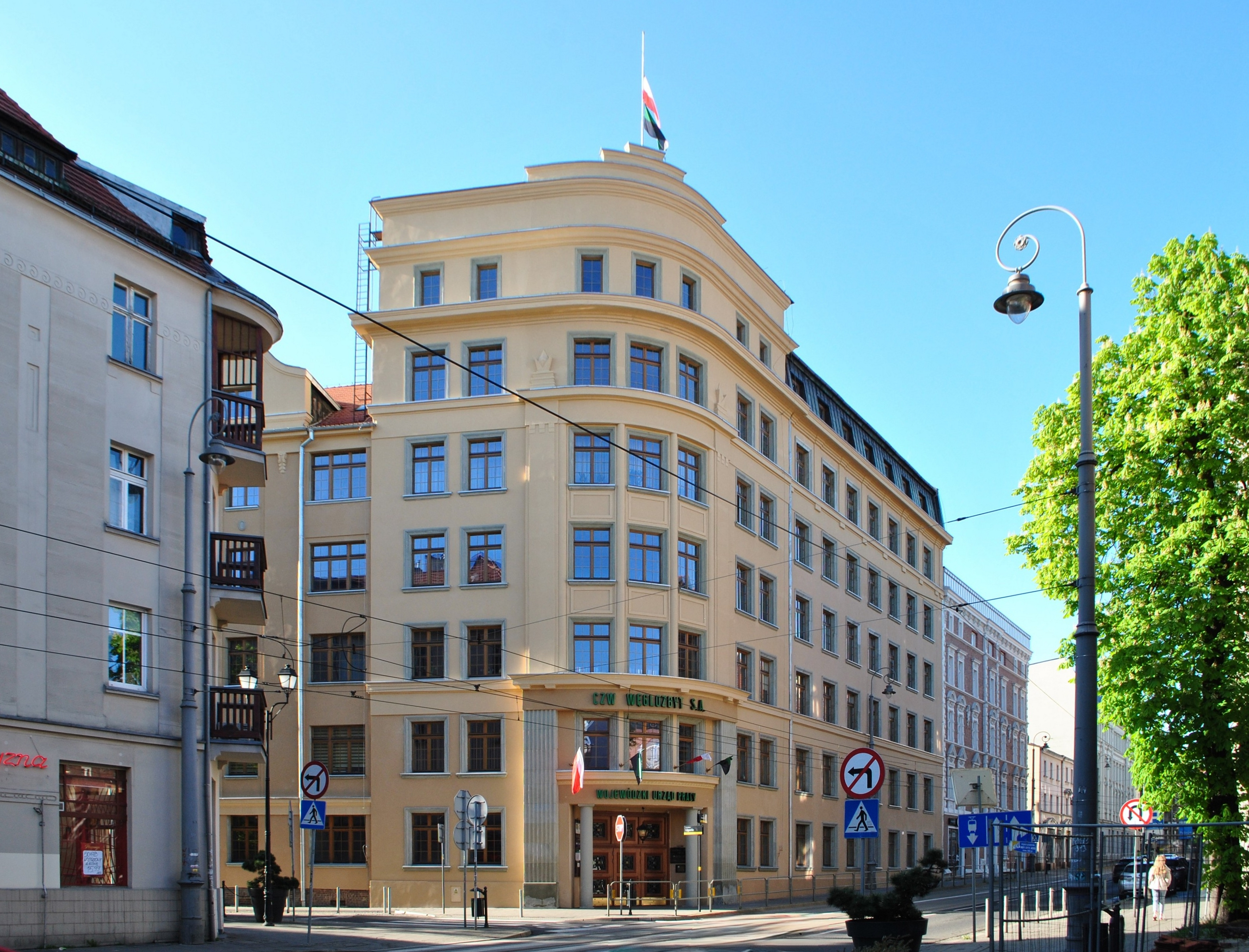
Budynek na rogu ul. Tadeusza Kościuszki i ul. Juliusza Ligonia

Ulica Juliusza Ligonia w Katowicach – ulica w katowickiej dzielnicy Śródmieście, nazwana imieniem działacza społecznego Juliusza Ligonia.

## Przebieg
Ulica rozpoczyna swój bieg od skrzyżowania z ulicą Tadeusza Kościuszki. Następnie krzyżuje się z ul. Wita Stwosza, ul. Plebiscytową, ul. Królowej Jadwigi, ul. Henryka Sienkiewicza, biegnie obok placu Sejmu Śląskiego, ul. Józefa Lompy, ul. Władysława Reymonta. Kończy swój bieg przy skrzyżowaniu z ulicą Francuską.

## Historia
Przy ulicy Andrzeja Mielęckiego 1 od 4 grudnia 1927 działało Polskie Radio Katowice. Nadawanie rozgłośnia rozpoczęła o godzinie 13:15. Radio powstało z inicjatywy Sejmu Śląskiego. Dnia 20 sierpnia 1937 siedzibę przeniesiono na ul. Juliusza Ligonia 29, radio działa pod tym adresem do dziś. Dnia 6 marca 1945 wznowiło działalność, uroczystego aktu inauguracji dokonał wojewoda śląsko-dąbrowski gen. Aleksander Zawadzki.
W rejonie wokół ulic Juliusza Ligonia, Wojewódzkiej i Józefa Lompy w latach 1924–1929 za 1 m² trzeba było zapłacić od 30 do 40 złotych, w latach 1934–1939 od 200 do 220 złotych.
Do 1939 pod numerem 29 działał Syndykat Dziennikarzy Śląska i Zagłębia Dąbrowskiego, jego prezesem był Henryk Sławik. Przy ul. Juliusza Ligonia 36 do 1939 r. miała swą siedzibę Śląska Izba Rolnicza, wydająca jako swój organ urzędowy tygodnik pt. „Rolnik Śląski”. Od 1 maja 1932 pod numerem 7 swoją siedzibę posiadała Unia Polskiego Przemysłu Górniczo-Hutniczego. W latach międzywojennych przy ulicy działały: Górnośląski Handel Węgla (ul. J. Ligonia 3, 5, 7), przedsiębiorstwo budowlane R. Ptoschka (pod numerem 36), Towarzystwo Przemysłu Drzewnego Wschód (ul. J. Ligonia 22), Dyrekcja Monopolu Tytoniowego i Spirytusowego oraz Magazyn Wyrobów Tytoniowych (pod numerem 35; obecnie obiekt nie istnieje), przedszkole prywatne i prywatna szkoła im. A. Mickiewicza (pod numerem 10).
W okresie Rzeszy Niemieckiej (do 1922) i w latach niemieckiej okupacji Polski (1939–1945) ulica nosiła nazwę Charlottenstraße.
19 października 2012 podczas uroczystości 75-lecia działalności Polskiego Radia Katowice odsłonięto przy budynku pomnik – ławeczkę Stanisława Ligonia.

## Opis
Przy ul. Juliusza Ligonia znajdują się następujące historyczne obiekty:
- budynek administracyjny (ul. J. Ligonia 3, 5, 7), wzniesiony w latach dwudziestych XX wieku, w stylu historyzmu/modernizmu[15]; obiekt wpisano do rejestru zabytków 5 czerwca 2019 (nr rej. A/517/2019)[16], obecnie zarządcą obiektu jest Biblioteka Śląska;
- dawny gmach Górnośląskich Zjednoczonych Hut Królewskiej i Laury (ul. T. Kościuszki 30, róg z ul. J. Ligonia)[15], wzniesiony w 1927[15];
- kamienica mieszkalna (ul. J. Ligonia 6)[15];
- kamienica mieszkalna (ul. J. Ligonia 8)[15];
- kamienica mieszkalna (ul. J. Ligonia 10)[15];
- kamienica mieszkalna (ul. J. Ligonia 12)[15];
- narożna kamienica mieszkalna (ul. J. Ligonia 16, ul. Wita Stwosza 6)[15]; w dwudziestoleciu międzywojennym w budynku tym istniała klinika dla chorób kobiecych doktora Kazimierza Wędlikowskiego[17];
- kamienica mieszkalna (ul. J. Ligonia 18)[15];
- kamienica mieszkalna (ul. J. Ligonia 20)[15];
- kamienica mieszkalna (ul. J. Ligonia 22)[15];
- kamienica mieszkalna (ul. J. Ligonia 25/27, ul. Plebiscytowa 26)[15];
- narożna kamienica mieszkalna (ul. J. Ligonia 26, ul. Plebiscytowa 24)[15];
- narożna kamienica mieszkalna (ul. J. Ligonia 28, 30, róg z ul. Królowej Jadwigi)[15];
- siedziba Polskiego Radia Katowice (ul. J. Ligonia 29), wzniesiony w 1937 według projektu Tadeusza Łobosa[18], posiadający kubaturę 8500 m² w stylu modernizmu/funkcjonalizmu[15][19]; sufity pomieszczeń są klinowate z uskokami, studia posiadają formę trapezu[3]; na ścianie budynku znajduje się pamiątkowa tablica z 1977, upamiętniająca pięćdziesięciolecie działalności radia w Katowicach[4][20];
- narożna kamienica mieszkalna (ul. J. Ligonia 31, ul. Królowej Jadwigi 6)[15];
- narożna kamienica mieszkalna (ul. J. Ligonia 33, róg z ul. H. Sienkiewicza)[15];
- narożna kamienica mieszkalna (ul. J. Ligonia 34, róg z ul. Królowej Jadwigi)[15];
- narożna kamienica mieszkalna (ul. J. Ligonia 36, ul. H. Sienkiewicza 29)[15];
- narożna kamienica mieszkalna (ul. J. Ligonia 40, róg z ul. H. Sienkiewicza)[15];
- budynek Żłobka Miejskiego (ul. J. Ligonia 43), wzniesiony w latach dwudziestych XX wieku w stylu późnego modernizmu i neoklasycyzmu[15];
- kamienica urzędników Sejmu Śląskiego (ul. J. Ligonia 48, róg z ul. Francuską), wznisiona w 1929 w stylu funkcjonalizmu[15]; jest to murowany czteropiętrowy dom mieszkalny z dachem pokrytym papą; wartość budynku na dzień 1 września 1939 wynosiła 450 000 złotych[21];
- kamienica mieszkalna (ul. J. Ligonia 55)[15].

Przy ul. Juliusza Ligonia swoją siedzibę mają (2011): Górnośląski Festiwal Sztuki Kameralnej „Ars Cameralis Silesiae Superioris”, przedsiębiorstwa handlowo-usługowe, Agencja Reklamy Radia Katowice „Okay”. Górnośląska Spółdzielnia Handlowa „Społem”, Wydawnictwo Naukowe „Śląsk”. Śląskie Centrum Dziedzictwa Kulturowego (ul. J. Ligonia 7), kancelarie adwokackie, Miejska Biblioteka Publiczna – Filia nr 1, Polskie Radio Katowice (ul. J. Ligonia 29), Sejmik Województwa Śląskiego (ul. J. Ligonia 46), Urząd Marszałkowski Województwa Śląskiego (ul. J. Ligonia 46), Żłobek Miejski.